# کالیمپونگ
کالیمپونگ (به انگلیسی: Kalimpong) یک منطقهٔ مسکونی در هند است که در Kalimpong subdivision واقع شده‌است. کالیمپونگ ۹٫۱۶۸ کیلومتر مربع مساحت و ۴۹٬۴۰۳ نفر جمعیت دارد و ۱٬۲۴۷ متر بالاتر از سطح دریا واقع شده‌است.